# 間島省
間島省（かんとう-しょう）は満洲国にかつて存在した省。満洲国政府と朝鮮総督府により朝鮮人入植計画が実施された。現在の吉林省延辺朝鮮族自治州に相当する。

## 歴史
1934年（康徳元年）12月1日、吉林省の延吉、汪清、琿春、和龍の4県及び奉天省の昌図県に間島省が新設され、省公署が延吉県延吉街（1943年に間島市となる）に設置された。満洲国時代の間島省の住民の多くは日本人及び朝鮮人という特殊な状況であった。1943年（康徳10年）に東満総省の管轄に、1945年（康徳12年）には国務院の直轄とされた。
紀行文「滄茫たる北満洲」『三千里』（1936年2月号）に以下の記載がある。「延吉市の旧名は局子街。現在の間島省の首府である。従来に、龍井は間島の朝鮮人の中心で、延吉は中国人の中心だ。満洲事変以後、京図線が開通し、間島省の首府が延吉市となった。（中略）昭和10年10月末現在の延吉の戸数と人口は以下の通り。満洲人（2478戸/1万5263人）、日本人（465戸/1460人）、朝鮮人（1848戸/9229人）（中略）。延吉市は新興都市の雰囲気に満ちている。」

## 下部行政区画
満洲国崩壊直前の下部行政区画
- 間島市：1943年（康徳10年）に延吉県延吉街に新設された。
- 延吉県
- 汪清県
- 和龍県
- 琿春県
- 安図県

## 沿革
- 1907年、日露戦争に協力した北洋軍閥の奉天派（袁世凱・張作霖など）が満州（東三省）の総督に就任。
- 1909年、清と日本とのあいだに間島協約が締結され、日本は吉林省延吉県間島の鉄道敷設と炭鉱の権益を得る。
- 1912年、辛亥革命を経て袁世凱らが中華民国を樹立。
- 1919年、袁世凱死去による軍閥時代のなかで張作霖が満州を統治（北東軍（中国語版））。
- 1926年、12月に張作霖が北京で大元帥に就任。
- 1927年、張作霖政権に対し、国民革命軍（蔣介石）が3月に南京事件、4月に上海クーデターを起こし南京国民政府（国民政府）を樹立。
- 1928年、日本政府と南京国民政府とのあいだで、山東出兵、済南事件などの衝突が発生。南満州鉄道はジャライノールに油兆があるという情報を得て[1]、関東軍は満州国樹立の計画を開始し、6月に張作霖爆殺事件を起こす（当時は犯人不明）。
- 1930年、日本政府が、5月の間島共産党暴動で追われた朝鮮人200人を間島の万宝山に入植させ、植民団と現地人の間で水利権の紛争が発生。日本の警察が対峙。
- 1931年、7月に万宝山事件、朝鮮排華事件が発生。9月に奉天で満州事変（柳条湖事件）が発生し、満州国が樹立。
- 1934年、12月に満洲国政府が、吉林省に属していた延吉県、汪清県、和龍県、琿春県の4県に奉天省に属していた安図県を加え、間島省を創設し朝鮮人省長を任命。
- 1936年、5月現在の間島省公署の職員民族比率は中国35％、朝鮮33％、日本32％だった。8月17日、間島省長に金井章次が就任。
- 1937年、3月10日、朝鮮からの第1次間島移民の1万9900人が出発。7月、盧溝橋事件により日中戦争が開戦。12月、間島省長代理に李範益が就任（1940年5月まで）。また、永新中学が間島省立光明国民高等学校に改編される（1941年には間島省立龍井第一国民高等学校に改編）。
- 1938年、2月22日に朝鮮総督府外務部が、朝鮮人農民の吉林省、間島への移民入植計画の実行に着手。12月、従来の国境監視隊を母体として間島特設隊が間島省延吉県明月鎮で創設される。また、間島地区の管轄が朝鮮軍から関東軍に移る。朝鮮軍は北方特務機関の本部を琿春から延吉に後退させる。琿春には分派機関を設ける。
- 1939年、6月15日に東興中学と大成中学が合併し龍井国民高等学校となる（1941年には間島省立龍井第二国民高等学校に改編）。10月1日から東北三省の吉林・通化・間島で東北抗日聯軍の殲滅を目的とした東北三省治安粛正工作を展開（1941年3月まで）。司令官は関東軍の野副昌徳少将。東北抗日聯軍第一路軍の楊靖宇、第一方面軍長曹亜範らが戦死。
- 1941年、3月12日に野副昌徳の率いる討伐隊は解散。同年3月19日に日満軍警の合同祝賀会を開催。
- 1942年、3月に満洲国教育部の指示により龍井恩真中学が間島省立龍井第三国民高等学校となる。
- 1943年10月、間島省、牡丹江省、東安省が統合し東満総省が設置される。延吉県から間島市（現在の延吉市）が独立。
- 1945年5月28日、東満総省が廃止となり、再び間島省となる（旧牡丹江省及び旧東安省は東満省となる）。
- 1945年、8月に満洲国の崩壊と共に自然消滅。8月20日、ソ連赤軍は間島省官吏の尹泰東を指名して間島省臨時政府を設立したが[2][3][注釈 1]、11月23日には解散を宣言、尹泰東が延辺行政督察の専員公署に正式に事務移行書を手渡す。解散時は間島市人口の80%は朝鮮人であった[5]。国民政府の国民革命軍（蒋介石）と中国人民解放軍（毛沢東）の国共内戦の舞台となる（1949年まで）。
- 1946年、ソ連軍が撤退し、人民解放軍は4月26日、元大和普通学校の講堂に元間島省の高官・民間有力者約180名を集め拘束。3個小隊に編成し、幹部27名で編成された第1小隊は延吉監獄（現在の延吉劇場）に収容されたのち、帽子山（かぶと山）などで処刑された。第2、第3小隊は延吉駅まで行進、列車に乗せられ安図などで「労働改造」となる。日本人の間では4・26事件、延吉普通学校事件と呼ばれた[6]。
- 1949年、毛沢東が中国共産党主席として10月1日に建国宣言を行い中華人民共和国が成立。吉林省となる。国民政府は台湾に逃れる。

## 歴代省長
特記なき場合『世界諸国の制度・組織・人事 : 1840-2000』による。
- 蔡運升：1934年12月1日 - 1936年6月16日
- 金井章次：1936年8月17日 - 1937年11月1日
- 清原範益：1937年11月1日 - 1940年5月16日
- 神吉正一：1940年5月16日 - 1942年8月8日
- 岐部与平：1942年8月8日 - 1944年4月21日
- 菅原達郎：1944年4月21日 - 1945年4月14日
- 倉内善蔵：1945年4月14日 - （終戦）

## 主要工業
社名・所在地・種別
- 老頭溝煤礦公司（延吉県裕庶村老頭溝）石炭
- 琿春炭礦株式会社（琿春県営子区）石炭
- 東満洲鉄道株式会社（琿春県琿春街）鉄道
- 東満洲人絹パルプ株式会社（延吉県光開村開山屯）パルプ・1934年設立
- 東洋パルプ株式会社（汪清県春華村石峴）パルプ・1936年設立。日本毛織株式会社の子会社
- 大同酒精株式会社 アセトン・ブタノール
- 満洲曹達株式会社（延吉県図們街）ソーダ

## 省内の神社
神社名・祭神・創立年月・鎮座地（参照『満洲の神社興亡史―日本人の行くところ神社あり』嵯峨井建・芙蓉書房出版・1998）
- 間島神社（天照大神）1925年10月（龍井街）
- 朝陽川神社（大国主命）1934年9月（延吉県朝陽川機務段山）
- 明月溝神社（天照大神）1933年6月（延吉県明月溝西山）
- 頭道溝神社（天照大神）1933年11月3日（延吉県頭道溝北山）
- 開山屯神社（天照大神）1937年9月（和龍県光開村開山屯）
- 延吉神社（天照大神）1935年9月（延吉県延吉街西山公園）
- 栄溝神社（天照大神）1934年3月（汪清県大荒溝）
- 百草溝神社（天照大神）1929年9月18日（汪清県百草溝）
- 図們神社（天照大神）1933年6月25日
- 琿春神社（天照大神）1937年8月（琿春県）
- 朝日神社（天照大神）1940年10月（琿春朝日開拓団）
- 芳野神社（汪清県後河郷）

## 省内の開拓団
- 高鷲開拓団（琿春県順義村）1940年4月10日、岐阜県郡上市高鷲村から順義村図魯屯に入植。総人口は646人。団長は麦島逸三。
- 朝日開拓団（琿春県順義村）岐阜県益田郡朝日村から順義村図魯屯に入植。団長は鈴木亨。1940年3月25日、先発隊員4名現地到着。40年5月6日、三カ団の入植式を図魯屯国民優級学校で挙行。40年10月、天照大神を祀る朝日神社を建立。資料・岐阜県開拓自興会朝日支部編『遠のく昿野の空 琿春朝日開拓団回顧録』1982年
- 和良開拓団（琿春県順義村）1942年4月、岐阜県郡上市和良町から順義村図魯屯に和良開拓団先遣隊員18人が派遣される。
- 青森開拓団（琿春県）1940年、青森県北津軽郡から入植。団長は中谷弥八郎。
- 津軽開拓団（琿春県）和歌山県と三重県から入植した小規模な開拓団。団長は青森開拓団長が兼務。
- 甲賀開拓団（琿春県長嶺子屯）1944年3月、滋賀県甲賀村から中露国境に近い長嶺子屯に入植。団長は竹村賢太郎。
- 滋賀報国農場（琿春県馬川子屯）1944年3月、滋賀県から馬川子屯に入植。団長は中西利弘。資料・辻清『琿春の青春 滋賀県満洲報国農場誌』琿春の青春発行会・1985年、中西利弘『敗戦の軌跡が風化する－滋賀県満洲報国農場勤労奉仕隊員の農場離脱直前から帰国迄の経過報告』1981年
- 小波義勇隊開拓団（琿春県馬川子屯）1944年6月1日、第4次小波義勇開拓団225人が馬川子屯に入植。団長は竹村国三郎。竹村国三郎『北辺の墓標　第四次小波義勇隊開拓団の記録』1971年・非売品
- 飯詰開拓団（琿春県）
- 三岔口開拓協同組合（汪清県春陽村）
- 汪清碓氷開拓団（汪清県春和村）
- 新秋田開拓協同組合（延吉県）
- 亮兵台石城開拓団（延吉県鳳寧村）